# Meles anakuma
Il tasso giapponese (Meles anakuma Temminck, 1844) è un mammifero carnivoro della famiglia Mustelidae endemico del Giappone. Appartiene al genere Meles di cui fanno parte anche il tasso europeo (Meles meles) e il tasso asiatico (Meles leucurus).

## Descrizione

### Dimensioni
Il tasso giapponese è più piccolo del tasso europeo e del tasso asiatico e il suo dimorfismo sessuale è anche meno pronunciato. Il peso corporeo medio durante la primavera (aprile-luglio) presenta una grande quantità di variazioni da un luogo all'altro. A Yamaguchi, il peso corporeo medio è di 5,7 ± 0,4 kg per i maschi e di 4,5 ± 0,8 kg per le femmine, mentre a Tokyo, il peso corporeo medio è di 7,7 ± 1,3 kg nei maschi e 5,4 ± 0,8 kg nelle femmine. La lunghezza totale del corpo negli adulti (superiori a 2 anni di vita) è 78,7 ± 4,9 cm nei maschi e 72,0 ± 2,3 cm nelle femmine. La lunghezza della coda è tra i 14 e i 20 cm. 

## Distribuzione e habitat
Il tasso giapponese è endemico del Giappone dove è diffuso in Honshū, Kyūshū, Shikoku e Shōdoshima. Abita una grande varietà di boschi. Inoltre è a volte avvistato nelle aree suburbane e nelle zone coltivate. La sua tana, è costruita in aree coperte, come colline o pendii per consentirgli di emergere o ritirarsi in modo furtivo. Il tasso giapponese può essere trovato dal livello del mare a 1700 metri d'altitudine.

## Biologia

### Comportamento
Il tasso giapponese è più solitario del tasso europeo perché le coppie spesso vivono in tane separate.
I tassi giapponesi sono animali notturni e vanno in letargo durante l'inverno, da metà dicembre a febbraio.